# Insularité
L'insularité est l'ensemble des caractéristiques qui donnent à un territoire et à sa population tout ou partie des traits typiques d'une île en ce qu'elle est relativement isolée. 

## Domaines d'étude
Développée dès le XIXe siècle, cette notion est devenue un concept utilisé principalement en géographie, mais également en démographie, biologie, anthropologie, histoire, économie, littérature ou encore histoire.
En géographie, l’insularité est perçue soit comme un objet disciplinaire (au même titre que la montagne par exemple), soit comme l’élément clé de la problématique propre et commune aux îles. Les limites spatiales naturelles ont l'intérêt d'éviter au chercheur l'arbitraire d'un découpage de son objet d'étude, et facilitent les collaborations sur cette base plus consensuelle. La dimension d’insularité offre ainsi, notamment aux géographes, un laboratoire d’étude. Dans cette thématique, la notion de frontière détermine les configurations géopolitiques, et joue le rôle de « marqueur différenciant de l’identité insulaire ».
Les historiens étudient également l'insularité et son rôle dans des sociétés du passé, par exemple dans l'Antiquité ou dans le monde romain. L'insularité est également abordée par la science politique. De manière générale, ce concept est de plus en plus étudié par les sciences sociales dans une approche multidisciplinaire.
En biologie, les îles ont représenté un laboratoire d’étude important. La faune et la flore qui y résident ont notamment été l'objet d'études de nombreux scientifiques, comme Charles Darwin. L'insularité présente en effet une altération des phénomènes biologiques continentaux. Les îles ont par exemple des caractéristiques d’évolution, comme l'accélération de certains mécanismes ou des modes de reproductions différents, chez les insectes notamment. Les espèces vivant sur une île sont en général moins diversifiées génétiquement du fait de l'isolement et la densité est plus élevée car les prédateurs sont souvent moins nombreux.

## Définition

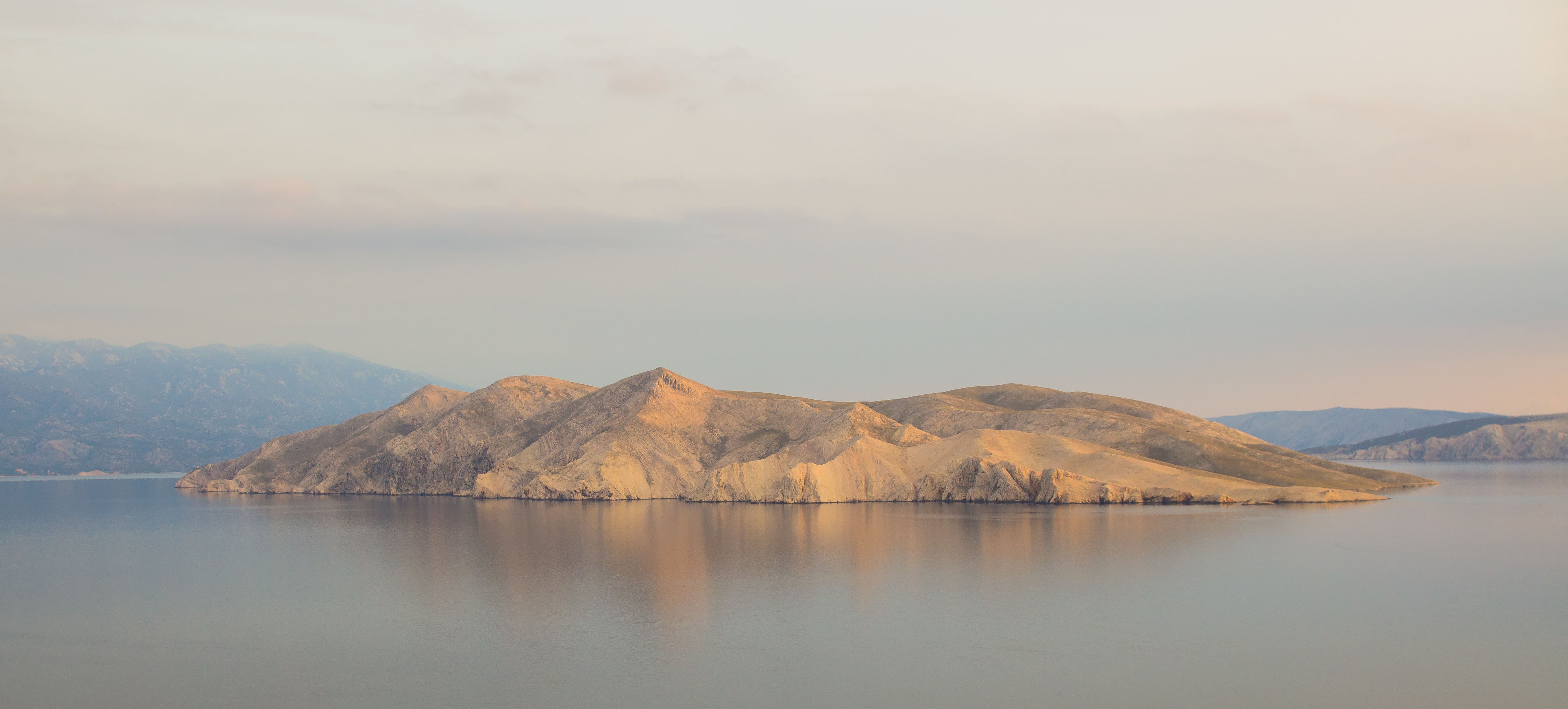
L'insularité désigne les caractéristiques propres à une île et à sa population. Ce concept polysémique est travaillé aussi bien par la géographie, l'économie, la biologie ou la littérature.

Le Dictionnaire de l'Académie française définit l’insularité comme étant la « configuration d’un territoire constitué d’une ou de plusieurs îles ; ensemble de caractères propres à un tel territoire, à sa population ». De manière simplifiée, une île désigne une terre émergée entourée d’eau qui se différencie du continent principalement par sa petite taille.

### Insularité, îléité, insularisme
En géographie, l’insularité est le caractère isolé d’un espace ou d’un territoire incarné par la notion d'« île ». Cet isolement peut être une cause ou un effet selon que l’objet en question est isolé (forme passive de l’isolement) ou s'il s’est isolé (forme active de l’isolement).
Cette notion ne doit pas être confondue avec « îléité » (le système de représentation centré autour d’une île, déterminant l’espace perçu et vécu d’un individu) et « insularisme » (la tendance d’un peuple insulaire à se renfermer sur lui-même,).
À défaut de parler d’« île », notion difficile à définir, les chercheurs parlent en général d’insularité. Ce concept est complexe et sa définition est souvent donnée par l’élaboration de ses limites. Même si elles sont très différentes, les îles ont des particularités géographiques communes, notamment une situation géographique de discontinuité entre la terre et la mer. Lorsque l’on parle d’insularité, il faut prendre en compte les notions d’enclavement, de périphéries, de contiguïté, de connexité et d'isolement. Ce sont ces particularités, en comparaison aux territoires continentaux, qui font des îles des objets d'étude spécifiques.

### Définitions d'une île
Il existe de nombreuses approches de l'île et de l'insularité, variant selon les acteurs et les enjeux :
- Définition de l'ONU : une île est « une étendue naturelle de terre entourée d’eau qui reste découverte à marée haute »[14].
- Définition selon la Conférence des Nations unies sur le commerce et le développement : « les États en développement présentant une population de moins de 400 000 habitants et parfois moins d'un million ainsi qu’une superficie de moins de 700 km2 et parfois supérieure à 4 000 km2 ». Ces données sont basées sur le concept de viabilité économique[15], c’est-à-dire sur la capacité d’un État à être fonctionnel d’un point de vue économique.
- Définition d'Eurostat : « une île est une terre d’au moins 1 km2 de superficie, habitée en permanence par une population statistiquement significative (supérieure à 50 habitants), non reliée au continent par des dispositifs permanents, séparée du continent européen par une étendue d’eau d’au moins 1 km2, ne comprenant pas une des capitales d’un État membre »[16].

De nombreuses définitions ont tenté de cadrer les termes d'île et d'insularité dans des limites (superficies, nombre d'habitants, etc.), mais la diversité de ces approches donnent un caractère flou à la définition. La difficulté d'établir des critères généraux de l’insularité constitue un obstacle à l'élaboration d'une définition universelle.

### Caractéristiques géomorphologiques et perception des îles
Il existe de nombreux phénomènes naturels propres aux îles. Cependant, on ne saurait prétendre à une quelconque influence des caractéristiques des îles sur l’être humain, sans tomber dans le déterminisme. Stéphane Gombaud le résume ainsi : « l’insularité n’est pas quelque chose qui vient des lieux et marque les hommes, mais quelque chose qui vient des hommes et marque les lieux ! Et ce qui vient des hommes, c’est d’abord la perception des îles comme étroites, limitées, pauvres en ressources. ». Ainsi, l'insularité est un « concept consubstantiel à l'occupation humaine » d'une île.
De même, certaines îles isolées « nous apparaissent comme des prisons » ou bien semblent « perdues » au milieu de l'océan. « En réalité, chaque île apparaît comme close ou ouverte en fonction de la civilisation qui la domine », explique Stéphane Gombaud.
Françoise Péron se base en 1993 sur le sentiment que ressent la population d'habiter un territoire clos, comme élément caractérisant l’insularité. Les revendications identitaires liées au sentiment d'appartenance au territoire sont en effet courantes sur les îles. Pour elle, l’insularité serait à concevoir comme un système plutôt qu’une caractéristique territoriale. Cependant, les facteurs influençant ce système restent difficiles à définir, à commencer par celui de la taille et du niveau d’isolement significatif. Pour Philippe Pelletier, qui a notamment travaillé sur la situation insulaire du Japon, l'insularité est « la relation dynamique qui se construit entre un espace insulaire et la société qui y vit ».
Le terme insularité caractérise également les populations habitant les îles. Jean Pierre Castelain évoque différents complexes d'opposition auxquels les îles auraient tendance à être soumises. Parmi ceux-ci, les querelles sous-jacentes qui demeurent entre les « néo-insulaires » et les « authentiques ». Les premiers habitants seraient des « authentiques » insulaires car vivant sur le territoire avant la Seconde Guerre mondiale, alors que les seconds sont appelés « néo-insulaires » du fait de leur arrivée plus tardive dans les îles, en lien notamment avec la croissance économique de ces dernières.

## Histoire du concept

### Premières études (XIXesiècle)
Les îles sont d'abord étudiées par les naturalistes du XIXe siècle, comme Alfred Russel Wallace ou Charles Darwin qui élabore la théorie de l'évolution à partir de l'étude de la flore et la faune endémique des Galápagos : il s'agit de mettre en évidence les caractéristiques propres aux espèces animales et végétales qui vivent sur une île. Par la suite, un glissement s'opère vers l'étude des populations humaines insulaires, qui partageraient des caractéristiques communes du fait de vivre sur une île. 
Pendant longtemps, l'île a été considérée comme un espace « “naturellement” [resté] sauvage », à l'abri des influences extérieures. Dans cette vision, l'insularité a donc des conséquences directes sur le mode de vie des habitants et leur supposée authenticité (ou bien, dans la perspective inverse, leur retard). Pour les géographes occidentaux du XIXe siècle, l'insularité est alors un facteur explicatif de l'archaïsme supposé des populations (par exemple, chez Emmanuel de Martonne dans ses Principes de Géographie humaine, 1921).
Pour Élisée Reclus (1830-1905), au contraire, l'insularité a une influence sur la vie des habitants, mais ce n'est pas un facteur monolithique : « L’insulaire n’est pas déterminé à devenir marin, ni pêcheur, ni aventurier, à moins que d’autres facteurs, culturels comme naturels ne l’y poussent ». 
Par la suite, sous l'influence de la colonisation européenne, la géographie reconsidère les îles en potentiels territoires à coloniser et à mettre en valeur économiquement. Les contraintes insulaires sont vues comme des obstacles dont il est possible de s'affranchir à travers de grands travaux d'aménagement. La colonisation des îles permettrait ainsi aux autochtones de les libérer des conditions naturelles insulaires pour s'ouvrir à la civilisation.

### La critique du déterminisme insulaire
En 1922, Lucien Febvre critique le déterminisme géographique à propos des îles. Suivant une démarche possibiliste, il affirme : « Ici encore, on chercherait une nécessité, une “loi des îles” pesant sur les hommes, sur les sociétés humaines : on ne trouverait que variété et que diversité. Qu’évolution aussi, que changement dans le temps ». L'insularité ne peut donc pas déterminer la psychologie des individus qui y résident. L'insularité est un cadre, mais qui est modelé par l'action humaine. Les îles sont également déterminées, pour Febvre, par les frontières politiques.
En 1936, Jules Blache poursuit la critique du déterminisme sur l'insularité, en soulignant la grande diversité des situations insulaires. Néanmoins, il souligne deux éléments caractéristiques de l'insularité. D'un côté, l'isolement entraîne l'apparition de caractéristiques uniques sur une île : langue, traditions, démographie (île très peuplée ou au contraire vide) : « la mer tend à retrancher ses indigènes du reste du monde ». Cela rapproche l'insularité humaine de l'insularité biologique (endémisme des espèces). De l'autre côté, la mer est une route qui favorise les passages et les échanges (culturels, commerciaux, guerriers) : les îles peuvent devenir des carrefours stratégiques, être envahies par des ennemis ou prisées des touristes. Pour Jules Blache, ces contacts maritimes favorisent la civilisation et les transformations économiques rapides. L'insularité est donc caractérisée par la combinaison de ces deux tendances : la mer isole autant qu'elle relie. Blache conclut ainsi : « Les îles paraissent, à côté des continents lents à émouvoir, des organismes à sang chaud, plus vivants, susceptibles de briller rapidement d'un éclat extraordinaire, mais plus fragiles. Plantées en avant-garde, souvent disputées, théâtre d'expériences économiques précoces qui les absorbent toutes entières, elles peuvent faire figure de laboratoires du progrès ». 

### Réactualisation de la notion
La notion d’insularité a été développée par les sciences sociales dans les années 1960 à la suite des particularités qui ressortaient de l'étude de ces lieux. Cette notion est à l’époque basée sur l’idée qu'une île était une terre isolée par rapport au continent. Cette idée est à présent réactualisée à la suite du développement des NTIC (nouvelles technologies de l'information et de la communication). En effet, les réseaux de communication, de transports et d'échanges marchands s'étant considérablement développés, la distance géographique ne constitue plus un obstacle significatif au bon fonctionnement des îles.
Avant la généralisation des transports et des communications, les îles étaient des espaces de fermeture et de contrainte où la population vivait en autarcie et était de ce fait souvent pauvre car dépendante des récoltes annuelles. Les îles étaient de petits territoires organisés à l'échelle locale. Les aménagements territoriaux étaient complexes afin d’exploiter au mieux chaque ressource dont notamment l'eau, le sol et la lumière. Ces îles ont cependant toujours été intégrées dans les systèmes économiques, principalement en raison de leur utilité dans les secteurs de la production et des transports.

## Typologie
Divers indices basés sur la taille de la population, la longueur des côtes par rapport à la surface du territoire ou encore la distance de l’île au territoire continental le plus proche ont été élaborés pour mesurer le degré d’insularité. 
La définition des petits espaces insulaires par François Taglioni est donnée comme suit : « des terres entourées d’eau de tous côtés, d’un seul tenant, dont la superficie est inférieure à 11 000 km2 et la population inférieure à 1,5 million d’habitants ».
Il existe de par le monde une grande quantité de terres susceptibles d'être inscrites dans cette définition. Il existerait[Pour qui ?] 33 États indépendants de type « petits espaces insulaires » ainsi que plusieurs dizaines de terres de ce type associées à des États continentaux ou à un archipel. Ceux-ci sont principalement situés dans le bassin Caraïbe, la Méditerranée, le sud-ouest de l’océan Indien et l’Océanie.

### Typologie du PNUD
Le PNUD (Programme des Nations unies pour le développement) a élaboré une typologie des États insulaires en fonction de plusieurs paramètres : le statut institutionnel, l'architecture géographique et l'IDH (indicateur de développement humain). Cet exercice a été effectué à titre indicatif dans le but d'observer le niveau de développement et d'intégration de ces territoires isolés. Le PNUD distingue cinq types d'insularité :
1. monoinsulaire : désigne un territoire constitué d'une seule île ;
2. multiinsulaire : désigne une île principale entourée d'îles satellites ;
3. hypo-insularité : exprime le phénomène de continentalisation du phénomène insulaire ;
4. simple insularité : exprime la situation d'une île à mi-chemin entre isolement et continentalisation ;
5. surinsularité : désigne un territoire totalement isolé.

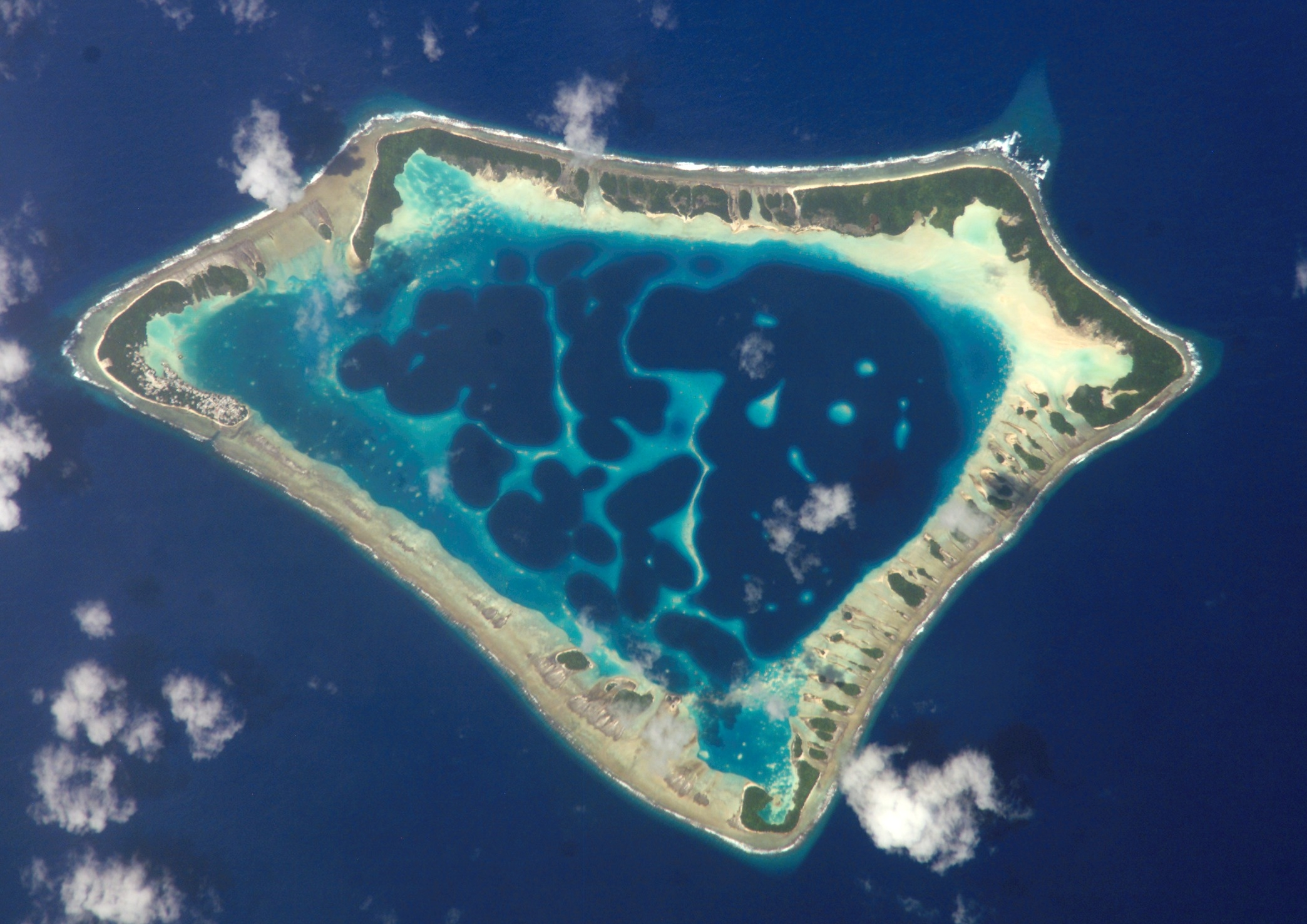
L'atoll d'Atafu fait partie des Tokelau, un État insulaire.

Les statuts politiques de ces espaces peuvent varier entre souveraineté (un « micro État ») et dépendance institutionnelle (un « micro territoire »). Le caractère insulaire de ces îles ne détermine donc pas un statut politique particulier. Par exemple, certains territoires sont reconnus par l’ONU alors que d’autres ne le sont pas. Ainsi, sur les 192 pays reconnus par l'ONU, 46 sont considérés comme insulaires (liste des États insulaires).

### Les systèmes insulaires (Sanguin)
D'autres typologies concernant les territoires insulaires ont été établies. André-Louis Sanguin distingue par exemple plusieurs « systèmes insulaires » :
1. le système insulaire à État ou territoire administratif unique ;
2. le système insulaire à deux ou plusieurs unités politiques ;
3. les espaces insulaires à réseaux.

### Hypo-insularité, insularité et surinsularité (Taglioni)
François Taglioni distingue trois types d’insularité, développés en sous-catégories selon leur niveau de développement et leur intégration politique et économique. 
Hypo-insularité :
- (1) îles-États développées ou îles-territoires intégrées à une ville industrialisée. Exemples : Bahreïn, Barbade, La Martinique, La Réunion.
- (2) îles principales d'un archipel indépendant développé ou îles principales d'un archipel intégré à une métropole industrialisée. Exemples : Malte, Bahamas, La Guadeloupe, Tenerife, Tahiti, Nouvelle-Calédonie.

Insularité :
- (3) Îles-États en développement. Exemples : Sainte-Lucie, Dominique, Nauru.
- (4) Îles principales d'un archipel indépendant en développement. Exemples : Trinidad, Saint-Kitts, Maurice.
- (5) Îles secondaires d'un archipel intégré à une métropole industrialisée. Exemple : Saint-Barthélémy, Îles Loyauté, Minorque, Moorea.

Surinsularité :
- (6) Îles secondaires d'un archipel indépendant en développement. Exemple : Barbuda, Anjouan, Rodrigues, Praslin, Espiritu Santo.
- (7) Cas particuliers d'îles non côtières sans port ou aéroport. Exemple : Pitcairn, certaines îles éloignées de la Japonésie.

Selon Taglioni, les îles en situation d’hypo-insularité semblent mieux intégrées à l’économie mondiale au contraire de la surinsularité, mais l’environnement politique économique et régional ont un impact également.

## Hypo-insularité

Les différentes zones économiques exclusives dans l'océan Pacifique. Pour François Doumenge, une île avec une grande ZEE mais une faible surface émergée est très marquée par l'insularité.

L’apparition de multiples flux humains, informationnels, productifs mais aussi d’idées dues au développement des transports a changé la donne des lieux dits insulaires caractérisés par l'isolement. L’hypo-insularité concerne les îles dont la discontinuité avec le continent est beaucoup moins marquée grâce au développement significatif de la communication et des transports.
En 1985, François Doumenge a mis en place un « indice d’isolement océanique » se fondant sur des données chiffrées et insistant essentiellement sur la rupture de la continuité terrestre. Cet indice s'obtient en divisant la surface de la zone économique exclusive (ZEE) par la surface émergée du territoire. Plus cet indice est fort, plus l'isolement est prononcé. Doumenge définit ainsi quatre catégories d'insularité :
- les territoires archipélagiques structurés ;
- les territoires océaniques très cohérents ;
- les territoires archipélagiques dispersés à îles isolées ;
- les îles extrêmement isolées.

L’hypo-insularité cherche à dépasser ce type de critères purement physiques en tentant de définir le niveau d'isolement d'un territoire. Allant au-delà d’une mesure de discontinuité, cette approche se veut être une analyse du désenclavement ou non de ces territoires spécifiques. « L’isolement n’est pas systématiquement plus fort dès lors qu’une île est petite et éloignée des continents ».
Transports maritimes et aériens contribuent à diminuer l’éloignement physique des îles en réduisant le temps nécessaire pour les atteindre. En effet, depuis le milieu des années 1990, les transports se sont considérablement améliorés. À titre d'illustration, le voyage des Antilles vers le continent[Lequel ?] en 1960 prenait près d’une semaine. Ce développement a engendré des flux migratoires temporaires et définitifs importants. Les déplacements humains entre les îles et les continents se sont banalisés. La communication également a permis de réduire la distance entre insulaires et continentaux. La radio, la télévision ainsi que les ordinateurs ont considérablement augmenté les flux informationnels. Les espaces insulaires sont partagés entre l’idée de proxémie et celle de téléprésence. 

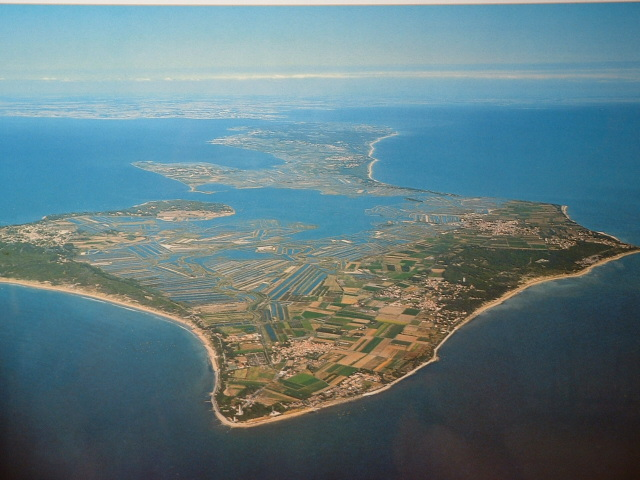
L'île de Ré, reliée au continent par un pont, s'est profondément transformée avec le tourisme et l'arrivée de résidents secondaires, à tel point que certains géographes se demandent si c'est toujours une île.

Françoise Péron note à propos des îles du Ponant que le développement des transports vers le continent (bateaux, ponts...) a profondément modifié ces territoires : arrivée de nouveaux habitants (résidents secondaires), développement des échanges économiques, mobilité de la population insulaire. Ces îles sont des marges revalorisées, tant d'un point de vue matériel qu'idéel (elles bénéficient de l'imaginaire associé à l'insularité, le désir d'île). 
Ainsi, la notion d'isolement ne fait plus vraiment sens. Le concept de distance métrique est dépassé par d’autres paramètres où la communication virtuelle et la mise en réseau sont au cœur des dynamiques. Pour Guy Mercier, l’évolution d’une île est à observer en lien direct avec les relations qu’elle développe autour de la télécommunication, le commerce, les investissements, l'endettement mais aussi les migrations. Ainsi, l’intensité de ces interactions va déterminer le niveau d’intégration de l’île à l'espace monde. Par conséquent, le concept d’insularité a évolué pour devenir plus complexe et plus multidimensionnel que par le passé.

## Économie
La relation entre insularité et développement économique est l’objet de nombreuses recherches depuis le début des années 1980. Diverses études se sont penchées sur la situation d’insularité comme atout ou handicap économique,.
Pour certains, la situation d’insularité présente des handicaps : exiguïté du territoire, faible peuplement, surcoûts, etc. Les îles sont donc des espaces isolés par la mer et restreintes en termes d’espace, de ressources naturelles et humaines, etc.. Les îles font également face à des surcoûts liés à la discontinuité physique et l’éloignement. Selon Taglioni, la fragmentation géographique est une « entrave majeure à la diffusion de l'éducation, des soins de santé, de l'approvisionnement alimentaire, de la technologie, des échanges de biens et de personnes, mais aussi de l'information ». L'insularité est un handicap encore plus important lorsqu'un État insulaire est dispersé sur plusieurs îles (archipel) et qu'il est éloigné du continent. Par contre, le fait pour un pays de posséder plusieurs îles semble être un avantage économique par rapport à ceux qui n'en ont pas.
Cependant, certains réfutent cette thèse en relativisant les coûts liés à l’isolement et en avançant par exemple, l'argument selon lequel les coûts de transports maritimes ne sont pas plus élevés que les coûts de transports terrestres.
De plus, certaines îles particulièrement ancrées dans l’insularité et difficiles d’accès connaissent un succès touristique important, comme l'île de Pâques (Rapa Nui), malgré les 3 700 km qui la sépare du Chili et les 4 800 km qui la sépare de Tahiti. Les caractéristiques d’isolement et d’éloignement ont également été des facteurs attractifs.

La plupart des paradis fiscaux sont des îles (carte de 2012).

Si les échanges économiques des îles au niveau mondial étaient restreints en raison de leur insularité, elles ont dû s’adapter aux marchés internationaux. Cependant, leur faible compétitivité a eu pour conséquence de les marginaliser peu à peu. En découle un état de dépendance, un exode de la jeunesse et donc de capital humain, ainsi qu'une augmentation du taux de chômage. La spécialisation des régions est de plus en plus fréquente, mais au vu des ressources relativement limitées qu’elles possèdent, leurs principaux marchés se concentrent en général autour du tourisme et de la main d'œuvre bon marché qu'elles peuvent constituer. Certaines îles se sont notamment différenciées au niveau du secteur bancaire, en devenant des centres bancaires offshore, paradis fiscaux « zero heaven » (paradis zéro-impôts). De nombreuses îles du Pacifique ou des Antilles, comme les Bahamas par exemple, sont réputés pour être un paradis fiscal. Certaines îles se sont mutées de manière progressive en paradis fiscaux pour attirer des capitaux étrangers, notamment de continentaux voulant échapper aux impositions fiscales de leur pays. Ainsi, selon la « liste grise » des paradis fiscaux décrétée par l’OCDE (Organisation de coopération et de développement économiques), la plupart des États y figurant sont des îles.

### Tourisme

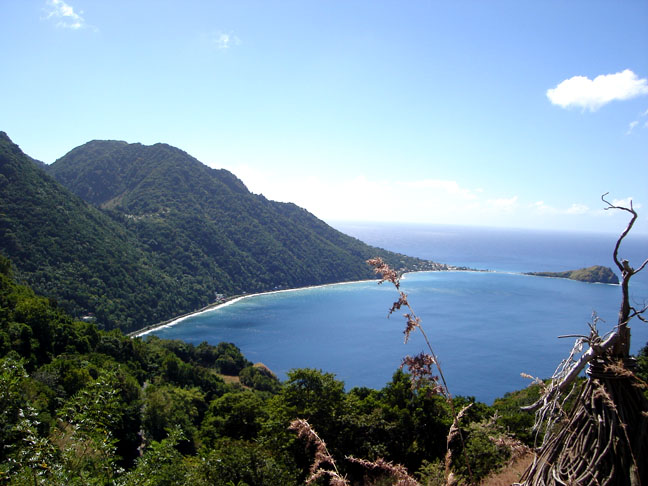
Le tourisme est source de revenus important pour les États insulaires, mais est un enjeu du développement durable. Certaines îles, comme la Dominique (photo), misent sur l'écotourisme.

Le tourisme insulaire attire de nombreux continentaux, ce qui représente un boom dans l'activité économique de ce secteur. Pour L. et M. Briguglio, les petits États insulaires sont dépendants du tourisme : le secteur touristique emploie une part importante de la population locale en termes de main d’œuvre et génère des revenus significatifs. Le phénomène touristique peut par ailleurs provoquer une crise sociale et écologique sévère. En effet, le tourisme accroît la dégradation de l'environnement. Face à cela, les réflexions se sont particulièrement centrées ces dernières années sur la pratique du tourisme durable. Il semble être un des enjeux auxquels les États insulaires doivent faire face. Par exemple, l'île de la Dominique mise sur l'écotourisme pour attirer des visiteurs tout en sauvegardant son patrimoine naturel.

## Politiques publiques

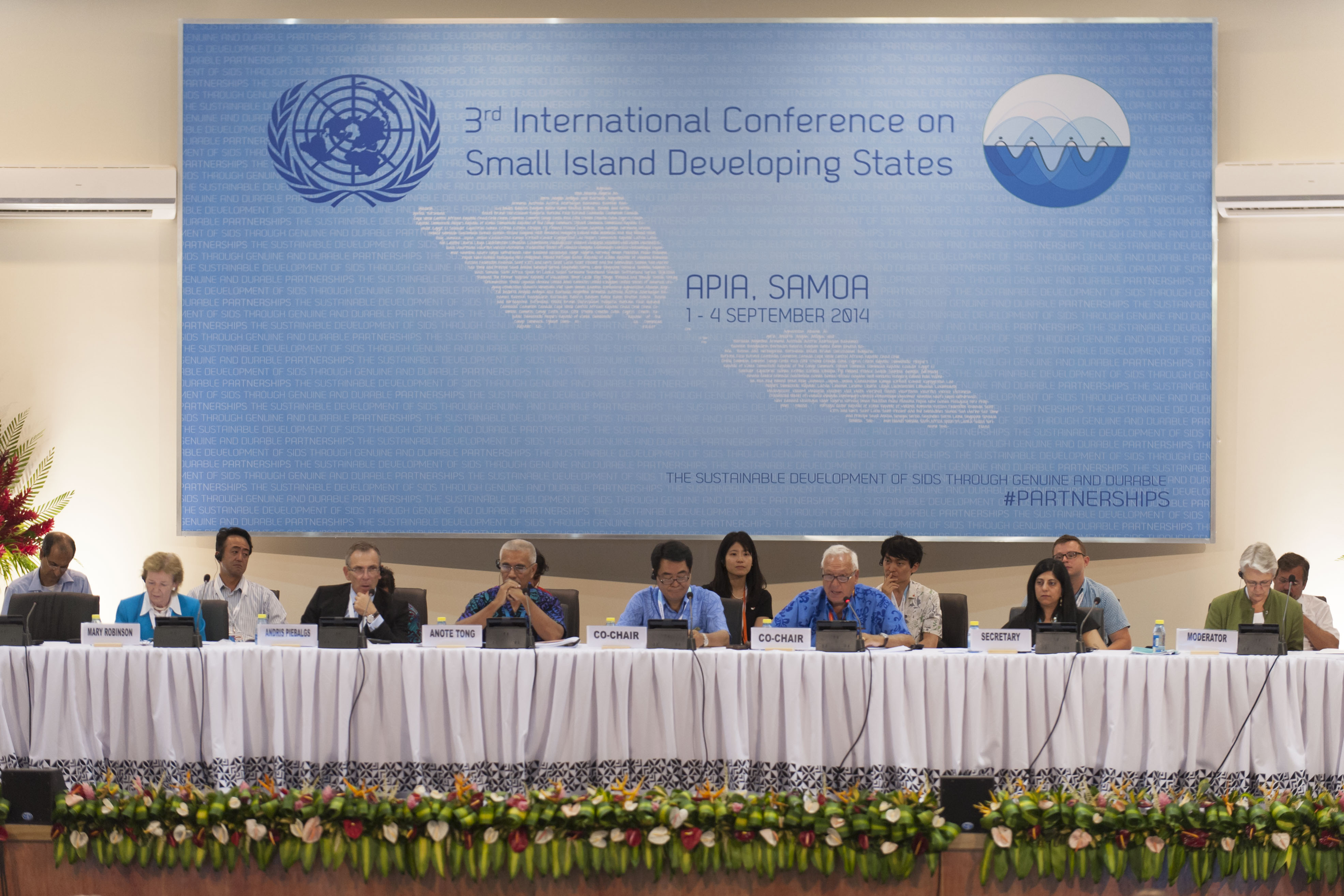
Rencontre des Petits États insulaires en développement à Apia, Samoa (2014).

### Les petits États insulaires en développement
Les PEID (Petits États insulaires en développement, en anglais Small Island Developing States) est un concept insaturé en 1994 par les Nations unies, regroupant les pays qui « ont en commun leur petite taille et l'insularité qui souvent, indiquent leur vulnérabilité ». Lino Briguglio a construit un indicateur de vulnérabilité spécifique à ces États, prenant en compte leurs fragilités : petite taille, éloignement, insularité, vulnérabilité face aux catastrophes naturelles et fragilité environnementale.
En 2009, ils étaient 28 et 39 en 2014. Ces États insulaires en développement ont, pour François Taglioni, « réussi le tour de force, avec un poids  démographique, économique, territorial et 
politique aussi faible sur le papier, à se distinguer auprès des organisations internationales » et font preuve d'un activisme important, en mettant en avant les dangers que ces territoires courent à cause du réchauffement climatique (risque d'être submergés par les eaux et de disparaître). 
Cependant, François Taglioni montre que tous ces États insulaires n'ont pas le même niveau de développement (IDH) (ainsi, en 2007 Chypre avait un IDH de 0,914 tandis que celui des Comores était à 0,576). Selon lui, « les petits États insulaires en développement ont 
globalement atteint des stades de développement satisfaisants » et ne sont pas dans une situation comparable aux Pays les moins avancés (PMA) d'Afrique ou d'Asie.

### Politiques européennes de l'insularité
Plusieurs centaines d'îles ou sont associées à l'Union Européenne, en particulier les régions ultra-périphériques (DROM français, Açores, Madère et îles Canaries). Elles ont bénéficié de programmes d'aide spécifique depuis les années 1990 pour favoriser leur intégration. Les îles d'Europe du Nord et de Méditerranée « bénéficient des fonds structurels et d'un nombre de  dispositions spécifiques pour pallier leur insularité qui une fois de plus fait figure de handicap au développement ». De même, les Pays et territoires d'outre-mer reçoivent également des aides européennes (FEDER). Ainsi, en raison de leur insularité, ces territoires bénéficient de financements et de régimes spécifique (défiscalisation). Ces avantages sont le fruit d'une mobilisation politique des îles, ainsi que d'un discours entretenu sur le « mal-développement » auprès des instances européennes. Certaines îles se regroupent entre elles pour affirmer leur spécificité : Groupement des îles de la Méditerranée occidentale (Corse, Sardaigne, Sicile, Baléares), ou le B7, association des îles de la mer Baltique (Bornholm, Gotland, Öland, Hiiumaa, Saaremaa, Rügen et Aland).

## Imaginaire de l'insularité

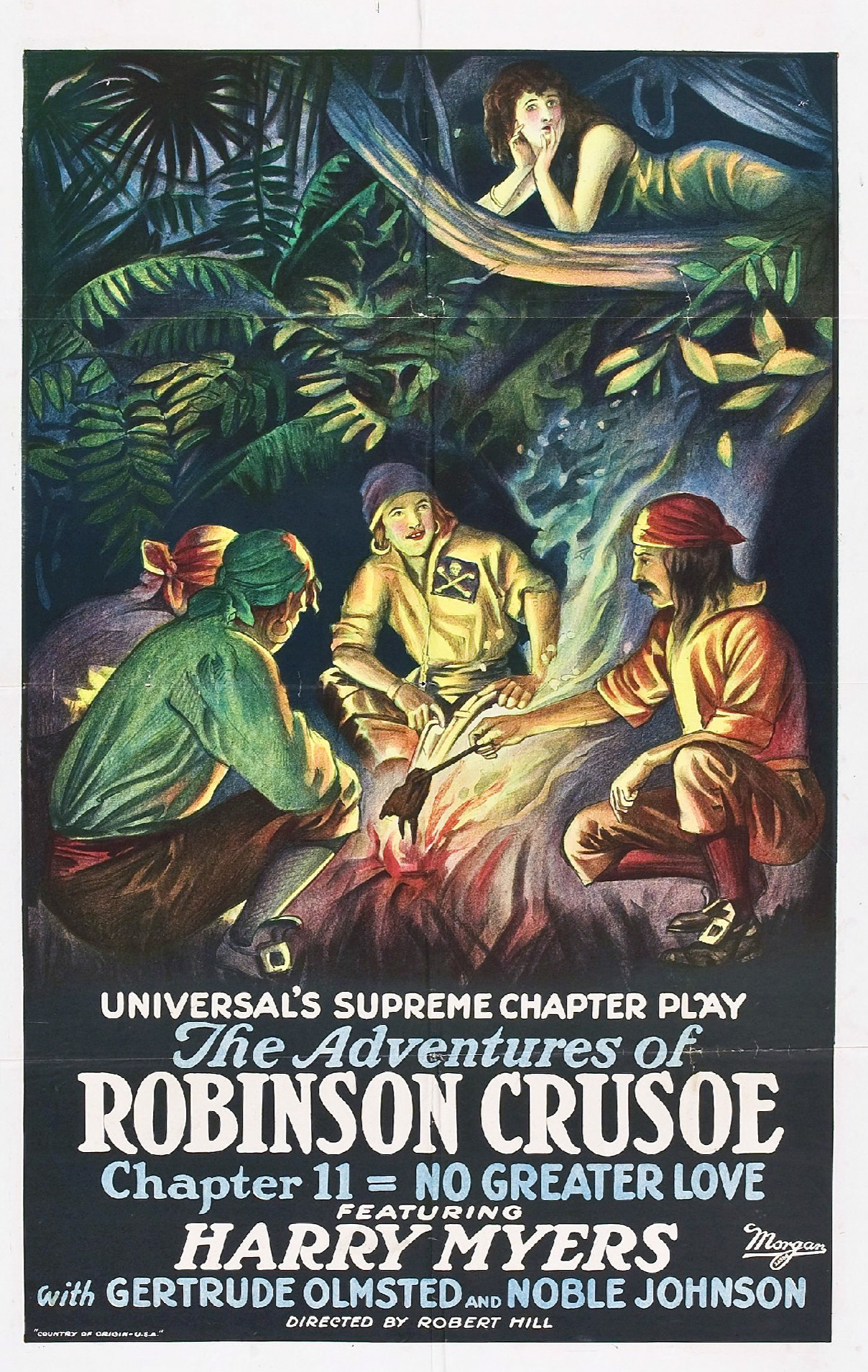
L'insularité concerne également l'imaginaire. Des personnages de fiction comme Robinson Crusoë (image) ont contribué à diffuser le désir d'île et les mythes qui l'entourent.

La fascination pour les îles date de leur découverte et est liée à l’imaginaire des continentaux. La barrière de la mer ou de l'océan représente le passage à un autre monde, une alternative à un continent stressant/oppressant. « Pour les visiteurs continentaux notamment ceux des classes moyennes vivant dans les grandes villes, se rendre dans une île équivaut à accéder à un monde premier plutôt que primitif, indemne des maux de la civilisation urbaine ».
Permissif, anti-monde, facile à approprier, à l’abri des regards, sont le résultat de l'imaginaire que renvoie les territoires insulaires. Sublimée à travers le cinéma, le culturel, le politique, la littérature ou encore la peinture, l'île représente l’ailleurs, l’aventure et la découverte. Entre-deux-guerres, l'insularité est un thème récurrent de l’œuvre de Pierre Benoit, que l'isolement soit maritime (Erromango), lacustre ou désertique (L'Atlantide). De même, L'île mystérieuse de Jules Verne met en scène des naufragés qui reconstruisent la civilisation occidentale à partir de zéro sur une île déserte. Pour Lionel Dupuy, l'auteur y livre une métaphore de l'histoire de l'humanité.
L'idée selon laquelle le retard des îles serait synonyme de rempart des systèmes capitalistes actuels et serait considéré comme une richesse renforce l'imaginaire autour de l'île. Les espaces insulaires sont vus comme une échappatoire à la civilisation, un moyen de se retirer du monde, d’être en retraite. Le désir d’île cultivé par les mythes du bon sauvage, comme celui de Robinson Crusoé, en illustre la portée. « L’île impose des limites à la démesure humaine ». Elle permet de retrouver des sensations perdues, l’attente, la coupure, l’austérité. L'île est perçue comme un territoire résistant à la société de consommation. L'activité touristique n'est d'ailleurs que la résultante de cette imaginaire cultivé.
Les îles sont donc perçues comme l’envers du monde occidental alors qu’elles sont de plus en plus intégrées. Ce paradoxe n'entache pas l'idée que l'on a de l'île différente du continent et exotique de ce fait. La recherche de l'exotisme, cette envie d’ailleurs, est un moteur du tourisme insulaire. Ces territoires sont souvent l'objet de réinsularisation par le biais de la préservation du patrimoine (c.f île de la réunion) ou encore par le maintien volontaire de son isolement.
Selon Nicolas Thierry, « les îles exercent une réelle fascination sur les continentaux ». Ce désir d’île serait, au sens de Françoise Péron, une réponse à la nécessité de l’Homme de créer de nouvelles formes de relations, afin de se distinguer de la modernité et des technologies, produits des sociétés occidentales industrialisées.

## Le caractère insulaire
On ne peut guère prétendre que l’insularité génère des situations identiques dans les territoires définis comme tels. C'est pourquoi ce terme est parfois remis en question du fait de la généralité à laquelle il peut renvoyer. Par ailleurs, certains auteurs considèrent la notion d’insularité comme obsolète car comme l'évoque le géographe Joël Bonnemaison en 1997 : « le monde peut être regardé non pas comme un seul espace, mais comme un archipel ».
Les îles ne sont plus marginalisées en fonction de leur distance physique mais peuvent l'être de par leur manque d'intégration aux différents flux mondiaux. Les îles dans leur diversité font face à des problématiques différentes. La vision de l'île n'est plus celle d'un simple territoire détaché du continent. Les territoires insulaires sont à présent des entités à part entière ayant leur propre fonctionnement.
Les îles ne sont pas un objet scientifique à part entière, mais un domaine d’étude privilégié et méthodique : on est plutôt dans la vision de « l’île laboratoire » exprimée par Pierre Lozato Giotard[réf. souhaitée]. En effet, l’identité insulaire n'est pas homogène entre tous les territoires. Par contre, toutes les identités insulaires semblent se construire en opposition par rapport à l’« autre », le continent. Selon G. Mercier, l'insularité correspond alors à un projet politique et culturel de différenciation.
Bien que les territoires insulaires soient difficiles à définir théoriquement dans leur complexité, ils sont néanmoins de bons cas d’étude pour observer la sensibilité de certains phénomènes. Ils sont à appréhender comme des régions d’exception tendant à la théorisation. Cependant, la diversité des îles rend ce raisonnement hasardeux. Il est difficile de tirer des conséquences généralisées. Pour reprendre les propos de Guy Mercier, on ne peut établir une définition « individuant » les îles, car leurs caractéristiques sont trop diverses et variées.

#### Ouvrages généralistes
- Hervé Fourtina, Britanniques, Nathalie Jaëck et Joël Richard, Insularités, Bordeaux, Presses Universitaires de Bordeaux - Université Michel de Montaigne Groupe d'Études et de Recherches Britanniques., 2008, 294 p. (ISBN 978-2-86781-416-7, lire en ligne)

#### Géographie
- Stéphane Gombaud, Iles, insularité et îléité : Le relativisme dans l'étude des espaces archipélagiques (thèse de doctorat en géographie), Université de la Réunion, 16 juin 2007, 1101 p. (lire en ligne)
- Joseph Martinetti, Insularité et marginalité en Méditerranée occidentale, l'exemple corse, Ajaccio, Le Signet, 1989, 215 p. (ISBN 978-2-907900-00-3)
- Françoise Péron, Des îles et des Hommes, l'insularité aujourd'hui, Brest/Rennes, Éditions de la Cité, 1993, 286 p. (ISBN 2-7373-1162-4)
- François Taglioni, L’île est-elle un objet géographique spécifique ? : Étude conceptuelle et critique, 1997 (lire en ligne)
- François Taglioni, « Les petits espaces insulaires face à la variabilité de leur insularité et de leur statut politique », Annales de Géographie, vol. 115, no 652,‎ 2006, p. 664-687
- François Taglioni, Recherches sur les petits espaces insulaires et sur leurs organisations régionales, Paris, HDR Géographie, Université Paris-Sorbonne, Paris IV, UFR de Géographie, PRODIG - Pôle de recherche pour l'organisation et la diffusion de l'information géographique, 2003, 164 p. (lire en ligne)
- François Taglioni, Insularité et développement durable, IRD Éditions, 2 décembre 2013, 551 p. (ISBN 978-2-7099-1810-7, lire en ligne)
- Godfrey Baldacchino et Olivier Dehoorne (dir), « Mondes insulaires : espaces, temporalités, ressources », Études caribéennes, nos 27-28,‎ 22 juillet 2014 (ISSN 1779-0980 et 1961-859X, DOI 10.4000/etudescaribeennes.6766, lire en ligne, consulté le 3 septembre 2018)
- Alain Saussol, « Des limites de l'insularité. Le cas de Wallis (Polynésie) », Bulletin de l'Association de géographes français, vol. 65, no 3,‎ 1988, p. 271–281 (ISSN 0004-5322, DOI 10.3406/bagf.1988.1439, lire en ligne, consulté le 3 septembre 2018)

#### Littérature
- Mustapha Trabelsi, L'insularité, Presses Univ Blaise Pascal, 2005, 508 p. (ISBN 978-2-84516-278-5, lire en ligne) (littérature)
- (ca) Armangué i Herrero, Joan, 1960-, Valriu, Caterina, 1960- et Arxiu de Tradicions de l'Alguer., Illes i insularitat en el folklore dels Països Catalans, Arxiu de Tradicions de l'Alguer, 2009 (ISBN 978-88-89978-86-3 et 8889978864, OCLC 804844139, lire en ligne)
- (ca) Margalida Pons et Caterina Sureda, (Des)aïllats : narrativa contemporània i insularitat a les Illes Balears, L'Abadia de Montserrat, 2004, 357 p. (ISBN 978-84-8415-652-9, lire en ligne)
- (en) Maeve McCusker et Anthony Soares, Islanded Identities : Constructions of Postcolonial Cultural Insularity, Rodopi, 2011, 243 p. (ISBN 978-94-012-0693-8 et 94-012-0693-7, lire en ligne)

#### Anthropologie
- Philippe Bachimon, « L'insularité océanienne dans la cosmogonie maohi », Espace géographique, vol. 24, no 3,‎ 1995, p. 227–235 (ISSN 0046-2497, DOI 10.3406/spgeo.1995.3393, lire en ligne, consulté le 4 septembre 2018)
- (de) Anna Lena Deeg, Die Insel in der nordgermanischen Mythologie, Herbert Utz Verlag, 2016 (ISBN 978-3-8316-4507-7, lire en ligne)